# Sarcoptiformes
Sarcoptiformes zijn  een orde van mijten. Binnen de orde zijn ruim 16.000 soorten ingedeeld.

## Taxonomie
De volgende onderordes zijn bij de orde ingedeeld:
- Astigmata
- Endeostigmata
- Oribatida
- Psoroptidia